# Start Together
Start Together — компиляционный бокс-сет, содержащий всю ремастированную дискографию американской рок-группы Sleater-Kinney. Цифровая версия ремастированного бокс-сета была выпущена 2 сентября 2014 года. Три тысячи ограниченных физических копий бокс-сета были выпущены на цветном виниле с 44-страничной книгой-компаньоном 21 октября 2014 года на лейбле Sub Pop. В бокс-сет также вошел 7″ сингл с песней «Bury Our Friends» с альбома 2015 года No Cities to Love.

## Отзывы
| Совокупная оценка | Совокупная оценка |
| Источник          | Оценка            |
| ----------------- | ----------------- |
| Metacritic        | 94/100            |
| Оценки критиков   |                   |
| Источник          | Оценка            |
| Allmusic          | [ 6 ]             |
| The Guardian      | [ 7 ]             |
| Pitchfork Media   | 9.2/10            |

Дженн Пелли из Pitchfork Media высоко оценила бокс-сет компиляции, заявив, что «Start Together рассказывает маловероятную историю о том, как эта группа перенесла лесной пожар олим-панка 90-х на пастбища более амбициозной музыки — десятилетие, в котором происходит переход от пронзительных криков к сияющему лиризму, от голимой язвительности к импровизации длиной в Zep, от личного-политического к откровенной (левой) политике».

## Содержание
1. Sleater Kinney
2. Call the Doctor
3. Dig Me Out
4. The Hot Rock
5. All Hands on the Bad One
6. One Beat
7. The Woods
8. «Bury Our Friends» (сингл)

## Чарты
| Чарт (2014)                        | Высшая позиция |
| ---------------------------------- | -------------- |
| США Billboard 200                  | 176            |
| США Independent Albums (Billboard) | 37             |
| США Top Rock Albums (Billboard)    | 43             |